# Iznatoraf
Iznatoraf (también conocido como Torafe) es una localidad y municipio español de la provincia de Jaén, en la comunidad autónoma de Andalucía. El término municipal, con una población de 882 habitantes (INE 2024), incluye el exclave de Bardazoso, integrado dentro de la sierra de las Villas.

## Toponimia
El nombre de Iznatoraf procede del árabe ḥiṣn(a) at-turāb(i) (حِصْنَ التُّرَابِ), que significa "fortaleza de la tierra" o "del polvo".

## Geografía
Integrado en la comarca de Las Villas, se sitúa a 97 km de la capital provincial. El término municipal está atravesado por la autovía A-32 y por la carretera nacional N-322, entre los pK 182 y 187, además de por una carretera local que conecta el pueblo con ambas carreteras. 
El relieve del municipio está definido por un terreno alomado situado entre las cuencas de Guadalimar y del Guadalquivir. El río Guadalquivir hace de límite por el sureste con Villacarrillo y el río Guadalimar hace de límite por el noroeste con Castellar. 
| Noroeste: Castellar                           | Norte: Villanueva del Arzobispo | Nordeste: Villanueva del Arzobispo |
| Oeste: Santisteban del Puerto y Villacarrillo |                                 | Este: Villanueva del Arzobispo     |
| Suroeste: Villacarrillo                       | Sur: Villacarrillo              | Sureste: Villacarrillo             |

Un exclave del territorio limita con Villanueva del Arzobispo al norte y al oeste, Santiago-Pontones al este y Villacarrillo al sur. La altitud oscila entre los 1036 m, en la loma en la que se alza el pueblo, y los 410 m a orillas del río Guadalimar.

## Historia
Junto a Villacarrillo, Villanueva del Arzobispo y Sorihuela del Guadalimar, Iznatoraf es una de las “cuatro villas” que dan nombre a las sierras de la zona.
Aunque discontinuo en el tiempo, el poblamiento es muy temprano en esta zona. Se calcula que en el III milenio a. C. el asentamiento en este lugar servía para controlar el camino hacia las zonas mineras de Sierra Morena.
Sigue la presencia humana hasta época ibérica, quizás como una pequeña atalaya, pero no aparecen restos romanos, por lo que se deduce que fue abandonada.
El actual nombre es de origen árabe y alude (‘hisn’, castillo, fortificación) a su muralla, construida en el siglo XI y que refuerza el altozano ocupado por la población. Como en otros casos de la provincia, no fue conquistada por las armas, sino por la negociación. Fernando III pactó con los vecinos, que abandonaron la fortaleza. Una vez repoblado, se concedió a Iznatoraf el fuero de Cuenca. De alguna manera se distingue a este lugar, porque se declaran sus tierras de realengo, es decir, no se cede a ningún señor, ni a una orden militar, ni a la Iglesia. La situación no se prolongó en exceso: en 1252 Alfonso X cede el lugar al Arzobispado de Toledo, que convierte a Iznatoraf –junto a Cazorla y Quesada– en una de las primeras villas del Adelantamiento de Cazorla. Con el avance de la Reconquista, su posición pierde importancia desde el punto de vista militar, pero cobra fuerza como centro económico, hasta tal punto que la población desborda pronto sus murallas y se establece en el llano. De esta forma, las aldeas que la rodean crecen. La Moraleja se hace villa (Villanueva del Arzobispo) en 1396; en 1450 el arzobispo Alfonso Carrillo independiza la Torre de Mingo Priego, que toma su nombre, Villacarrillo.
El arzobispado toledano reforzó sus murallas y construyó un castillo, ya desaparecido porque su función no era tanto la de defensa como la de servir de residencia.
En el siglo XVI Iznatoraf es ya cabeza del arciprestazgo y comienza la construcción de la Iglesia de la Asunción, que recibirá añadidos durante los siglos posteriores.
Durante ese tiempo, la historia de Iznatoraf es la de una villa agrícola que, con altibajos, conoce cierta prosperidad. Madoz destaca su producción aceitera (molinos aceiteros) a mediados del siglo XIX.
Monumento a Fernando III El Santo
El exclave de Bardazoso quedó gravemente afectado por el incendio de Las Villas en agosto de 2005, que arrasó más de 5000 hectáreas dentro del parque natural.

## Demografía
Cuenta con una población de 882 habitantes (INE 2024).
| Gráfica de evolución demográfica de Iznatoraf entre 1842 y 2021                                                       |
| |
| Población de derecho según los censos de población del INE. Población de hecho según los censos de población del INE. |

## Interés turístico

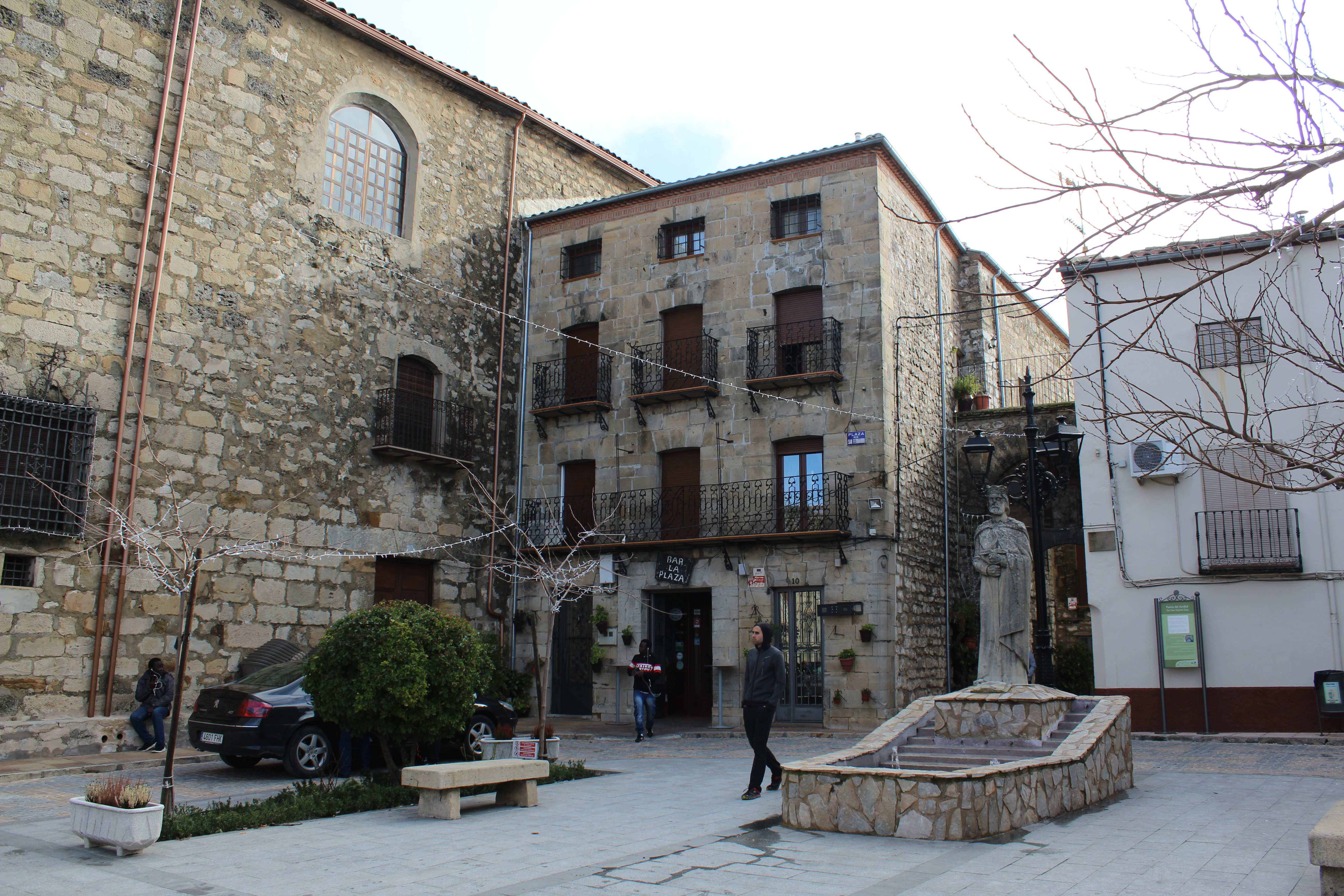
Vista de la Plaza de San Fernando, con la escultura de Fernando III el Santo.

Iznatoraf fue una medina islámica de gran importancia, ya que pocas ciudades de la época presentaban su incomparable emplazamiento geográfico y estratégico. Alberga un importantísimo patrimonio histórico de la época de al-Ándalus. Las huellas arquitectónicas y artísticas que se conservan de aquel tiempo lo atestiguan, tales como los restos de su fortaleza árabe, que da nombre a la población, así como su urbanismo, con un casco antiguo rebosante de calles estrechas y serpenteantes por las que hoy en día es imposible que circule ningún automóvil.

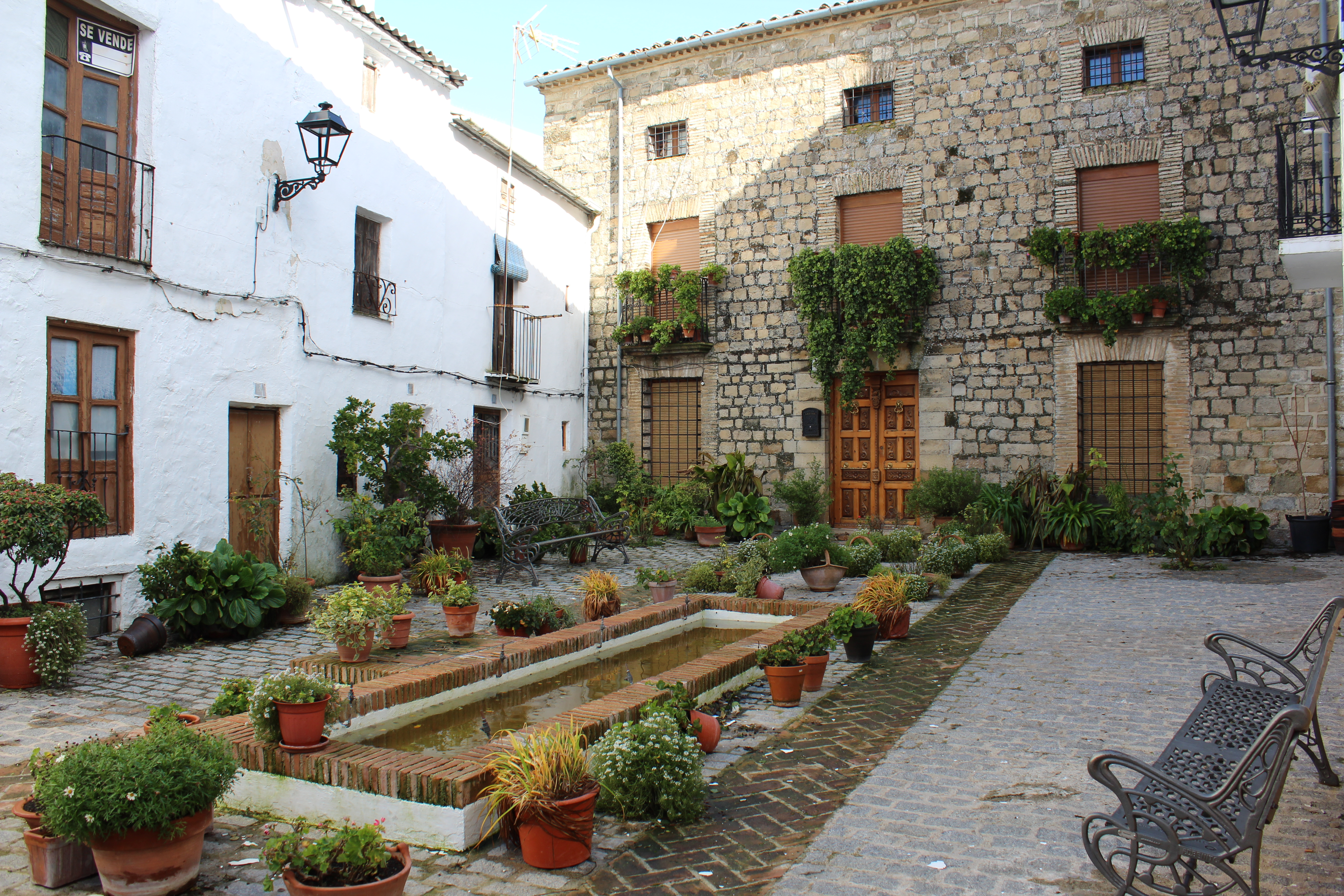
Vista de la Plaza del Convento.

La belleza de sus calles, con antiguas casas medievales, colmadas de flores, plantas, macetas y fuentes evocan el esplendor de su pasado musulmán.
Iznatoraf celebra sus fiestas patronales en septiembre, con populares y tradicionales encierros de reses bravas y un gran ambiente nocturno.
Su Semana Santa mantiene gran parte de las tradiciones de antaño.
El casco antiguo de Iznatoraf fue declarado Conjunto Histórico el 15 de mayo de 2012.

## Parroquia de Nuestra Señora de la Asunción
La primitiva denominación de este templo fue la de Santa María de Iznatoraf, de cuya existencia se tiene evidencia documental ya a principios del siglo xiv concretamente en el año 1311. Es muy probable que esta antigua iglesia sea la mezquita mayor de la medina musulmana que sacralizó tras la conquista el obispo Rodrigo Jiménez de Rada junto con Fernando III El Santo. En el siglo xvi se levantó la actual iglesia cuyas obras comenzaron en 1583 y finalizaron en 1591, con pequeños añadidos que se terminaron en 1602. Está al frente de la fábrica Alonso Barba, discípulo de Andrés de Vandelvira. Se empleó en su construcción piedra blanca traída de la vecina Sorihuela del Guadalimar y madera de pino de la sierra de Segura, contribuyendo en la construcción el propio Felipe II.
La iglesia se compone de una planta de salón (en alemán Hallenkirchen) tres naves separadas por cuatro sólidos pilares, siendo la nave central más ancha, se cubre con bóvedas vaídas en el centro y en las esquinas, siendo las bóvedas restantes de arista, constan todas de una destacable y delicada decoración manierista que nos augura el final del renacimiento y el principio del barroco. La capilla mayor que destaca por su gran amplitud, es un espacio rectangular que se cubre con una bóveda de media naranja sobre pechinas con el escudo del obispo de Jaén, Sancho Dávila Toledo. Se puede ver la imagen de la titular de la parroquia en un templete de los años 60 que sustituye al antiguo retablo perdido por la persecución religiosa de la Guerra Civil, y pinturas de los primeros años del siglo xxi. A los pies del templo se encuentra la sillería del coro, de estilo barroco,  de gran belleza y calidad y una de las mejores de la provincia. Destaca la sacristía con sus cajoneras vinculables a Esteban Jamete, bellos ternos del siglo xvi y vasos eucarísticos.

## Ermita del Santísimo Cristo de la Vera-Cruz
La capilla del Santísimo Cristo de la Vera-Cruz, venerado patrón de la villa, se construyó en los siglos xvii-xviii. Es de planta de cruz latina, que se cubre con bóveda de medio cañón rebajada en el cuerpo de la cruz, bóvedas vaídas en los brazos de la cruz, y en el crucero donde se encuentra la mesa de altar se cubre con bóveda de arista; tras el altar se abre un gran arco de medio punto entre columnas de orden corintio que da paso al camarín de la imagen del Santísimo Cristo de la Vera-cruz, un espacio cuadrado que se cubre con cúpula de media naranja sobre pechinas en la que nos encontramos la representación de los cuatro evangelistas, la cúpula se decora con motivos de rocalla lo que nos habla de un barroco ya muy maduro, el rococó. La imagen del patrón es muy llamativa, se trata de un crucificado al que se le añade un dosel con campanas y la representación de la luna y el sol, que simboliza a Cristo triunfante sobre las tinieblas. La imagen se cubre con el tradicional faldellín barroco; la talla fue adquirida en Madrid, viniendo a esta villa en 1940, para sustituir a la antigua imagen del siglo xvi que había sido profanada en la contienda civil. En esta ermita se encuentran otras imágenes como la de Nuestra señora de las Mercedes, el antiguo Santo Sepulcro, San Marcos y San Antón.

## Organización político-administrativa

### Elecciones municipales
| Elecciones municipales desde 1979                     |      |      |      |      |      |      |      |      |      |      |      |      |
|                                                       | 1979 | 1983 | 1987 | 1991 | 1995 | 1999 | 2003 | 2007 | 2011 | 2015 | 2019 | 2023 |
| AP/PP                                                 | -    | 5    | 5    | 5    | 6    | 4    | 5    | 6    | 5    | 5    | 5    | 5    |
| C's                                                   | -    | -    | -    | -    | -    | -    | -    | -    | -    | -    | 1    | 1    |
| PSOE                                                  | 2    | 4    | 4    | 4    | 3    | 3    | 4    | 3    | 4    | 4    | 1    | 1    |
| FADI                                                  | -    | -    | -    | -    | -    | 2    | -    | -    | -    | -    | -    | -    |
| UCD                                                   | 7    | -    | -    | -    | -    | -    | -    | -    | -    | -    | -    | -    |
| En negrilla el partido más votado                     |      |      |      |      |      |      |      |      |      |      |      |      |
| Fuente:Datos de las elecciones municipales desde 1979 |      |      |      |      |      |      |      |      |      |      |      |      |

### Alcaldía
| Periodo   | Nombre                   | Partido                                            |
| --------- | ------------------------ | -------------------------------------------------- |
| 1979-1983 | Félix Hoyo Blanco        |                                                    |
| 1983-1987 | Félix Hoyo Blanco        | 1983-1989                                          |
| 1987-1991 | Antonio Bustos Fernánez  | 1983-1989                                          |
| 1991-1995 | Antonio Bustos Fernández | Logo del PP desde 1989 hasta 1993                  |
| 1995-1999 | Antonio Bustos Fernández | Logo del PP desde 1993 hasta 2001                  |
| 1999-2003 | José López Villacañas    |                                                    |
| 2003-2007 | Pedro González Magaña    |                                                    |
| 2007-2011 | Pedro González Magaña    | Logo del PP desde 2008 hasta 2015                  |
| 2011-2015 | Pedro González Magaña    | Logo del PP desde 2008 hasta 2015                  |
| 2015-2019 | Antonia de La Paz Manjón | Logo del PP desde el 9 de julio de 2015 hasta 2019 |
| 2019-2023 | Pascual Manjón Ruiz      | Logo del PP desde 2019 hasta 2022                  |
| 2023-act. | Pascual Manjón Ruiz      |                                                    |

## Economía
| Gráfica de evolución de Deuda viva del Ayuntamiento de Iznatoraf entre 2008 y 2019                                |
| |
| Deuda viva del Ayuntamiento de Iznatoraf en miles de Euros según datos del Ministerio de Hacienda y Ad. Públicas. |

## Personas notables
- Antonio Tavira Almazán, nacido en esta villa en 1737. Una de las figuras más importantes de la ilustración española, obispo de Canarias, Burgo de Osma y de Salamanca, académico de la Real Academia Española.
- Paco Clavel, artista y cantante pop español creador durante la «Movida» del guarripop y el cutreLux, siendo el principal impulsor de esta estética.
- Don José Cuenca Anaya, hijo muy ilustre, diplomático y escritor.